# روشيل فاينستاين
روشيل فاينستاين (بالإنجليزية: Rochelle Feinstein)‏ هي رسامة أمريكية، ولدت في 1947.

## وصلات خارجية
- الموقع الرسمي